# Serra Preta
Serra Preta är en kommun i Brasilien.   Den ligger i delstaten Bahia, i den östra delen av landet, 1 000 km öster om huvudstaden Brasília. Antalet invånare är 15 401.
Omgivningarna runt Serra Preta är huvudsakligen savann. Runt Serra Preta är det ganska tätbefolkat, med 58 invånare per kvadratkilometer.